# 普卡蓬喬山 (孔多羅馬區)
15°16′31″S 71°01′48″W / 15.27528°S 71.03000°W
普卡蓬喬山（Puka Punchu），是秘魯的山峰，位於該國南部庫斯科大區，由埃斯皮納爾省的孔多羅馬區負責管轄，屬於安地斯山脈的一部分，海拔高度5,000米。